# Mehmet Öz
Mehmet Cengiz Öz, communément appelé Dr Oz du fait de son émission-phare, est un animateur de télévision, chirurgien, professeur, auteur et homme politique américain né le 11 juin 1960 à Cleveland (Ohio).
Oz a d'abord attiré l'attention à la télévision en 2004 comme invité régulier de l'émission The Oprah Winfrey Show, acquérant une notoriété qui lui a ouvert la porte d'autres émissions populaires telles que Larry King Live. Il tient la vedette dans sa propre émission de télévision quotidienne depuis 2009 : The Dr Oz Show. Initialement produite par Sony Pictures et la compagnie de production d'Oprah Winfrey, l'émission traite de santé personnelle et d'enjeux médicaux,.
Il a parfois été accusé de promouvoir des traitements pseudoscientifiques,. L'enthousiasme de Oz pour la médecine non conventionnelle lui a valu les critiques de médecins, d'organismes gouvernementaux et de publications spécialisées telles Popular Science et The New Yorker, qui l'accusent de faire la promotion de traitements pseudoscientifiques. En 2014, le British Medical Journal a conclu que seulement 46 % des affirmations faites à son émission sont appuyées par des recherches crédibles, alors que 15 % allaient à l'encontre de la science. La même année, la sénatrice américaine Claire McCaskill s'en est prise à lui lors d'audiences du Sénat portant sur les traitements amaigrissants frauduleux : « La communauté scientifique s'oppose à vous de façon presque unanime concernant trois produits que vous désignez comme étant miraculeux »,.
Il est nommé par Donald Trump administrateur des Centers for Medicare & Medicaid Services chargés du pilotage du programme d’assurance maladie, en vue de sa nouvelle administration.

## Biographie
Oz est le fils d'un couple d'immigrants turcs, de la province de Konya. Son père Mustafa Oz est né dans la ville de Bozkır et émigré aux États-Unis en 1955, comme interne en médecine. Sa mère Suna Atabay est la fille d'un pharmacien d'Istanbul. Outre Mehmet, le couple a aussi deux filles, Seval et Nazlim.
Oz a fréquenté l'école préparatoire privée Tower Hill School à Wilmington (Delaware). Il a complété son baccalauréat en biologie à l'université Harvard en 1982. Il a par la suite obtenu son doctorat en médecine de l'école de médecine et une maîtrise en administration des affaires de l'université de Pennsylvanie,.

## Carrière

### Médecine
Oz est professeur de chirurgie à l'université Columbia depuis 2001. Il dirige un institut de médecine complémentaire à l'hôpital presbytérien de New York. La chirurgie à invasion minimale et la transplantation cardiaque comptent parmi ses intérêts de recherche,.
Oz est l'un des membres du President's council on sports, fitness and nutrition, un organe consultatif du département de la Santé et des Services sociaux des États-Unis. Il y a été nommé pour un mandat de deux ans par Donald Trump, le 4 mai 2018,,,. Il en est renvoyé le 23 mars 2022.
Oz est également l'un des cofondateurs du service en ligne d'information sur la santé Sharecare,.

### Télévision, radio et cinéma
Oz a été un collaborateur régulier de l'émission de télévision quotidienne de Oprah Winfrey pendant cinq saisons, à partir de 2004,,.
Le premier épisode de The Dr Oz Show été mis en onde le 14 septembre 2009. L'émission était produite conjointement par Harpo Productions (détenu par Oprah Winfrey) et Sony Pictures Television. Il s'agit de la deuxième série dérivée de The Oprah Winfrey Show (Dr. Phil étant la première), mais la première à bénéficier d'un partenariat impliquant Harpo. La série, diffusée cinq fois par semaine, a d'abord été enregistrée au studio 6A de NBC à New York, avant de déménager dans les studios de ABC à Manhattan, à partir de la cinquième saison,.
En plus de ses propres émissions, Oz est a été collaborateur régulier à l'émission Oprah's All Stars (avec Suze Orman et «Dr. Phil»).
À la radio, son émission The Daily Dose est distribuée par le réseau IHeartRadio depuis 2015. L'émission était auparavant produite par Harpo, qui ont rompu cette association à la suite de multiples controverses dans lesquelles Oz a été impliqué,. En 2015, le réseau de télévision OWN de Winfrey a également mis fin à la diffusion de Surgeon Oz, une série mettant l'accent sur les interventions de Oz comme chirurgien, qui n'aura finalement été produite que pendant quelques mois,,.
Côté cinéma, Oz a été embauché comme consultant médical lors du tournage du film John Q (2002), dans lequel Denzel Washington a la vedette.

### Controverses
Mehmet Öz a été critiqué à maintes reprises pour sa promotion de théories médicales discréditées et de traitements basés sur la pseudoscience et pour ses liens commerciaux avec les produits dont il fait la promotion. Ces critiques ont été émises par des médecins, des membres du Sénat américain, des publications à vocation scientifique et des dirigeants d'organisations faisant la promotion du scepticisme scientifique. Elles ont finalement incité la compagnie de production d'Oprah Winfrey à se retirer de la production de ses émissions,.
En 2012, il a suscité une controverse en présentant à The Dr Oz Show des partisans et des opposants aux thérapies visant à changer l'orientation sexuelle des personnes homosexuelles. Plusieurs organisations ont dénoncé l'émission, soulignant que ces traitements sont à la fois inefficaces et immoraux. Ils ont reproché à Mehmet Öz d'avoir présenté les partisans de telles méthodes comme étant des experts. Öz a par la suite utilisé son blogue pour préciser qu'il adhère au consensus médical, estimant que la recherche faite à ce sujet ne permettait pas de conclure que de telles thérapies sont efficaces et des risques significatifs y sont associés,.
Une étude publiée en 2014 dans le British Medical Journal indique que 46% des recommandations faites dans The Dr Oz Show sont étayées par des fondements scientifiques. Par contre, 15% d'entre elles vont à l'encontre des informations scientifiques disponibles. Les autres recommandations étaient vagues ou n'étaient simplement pas appuyées par des faits,.

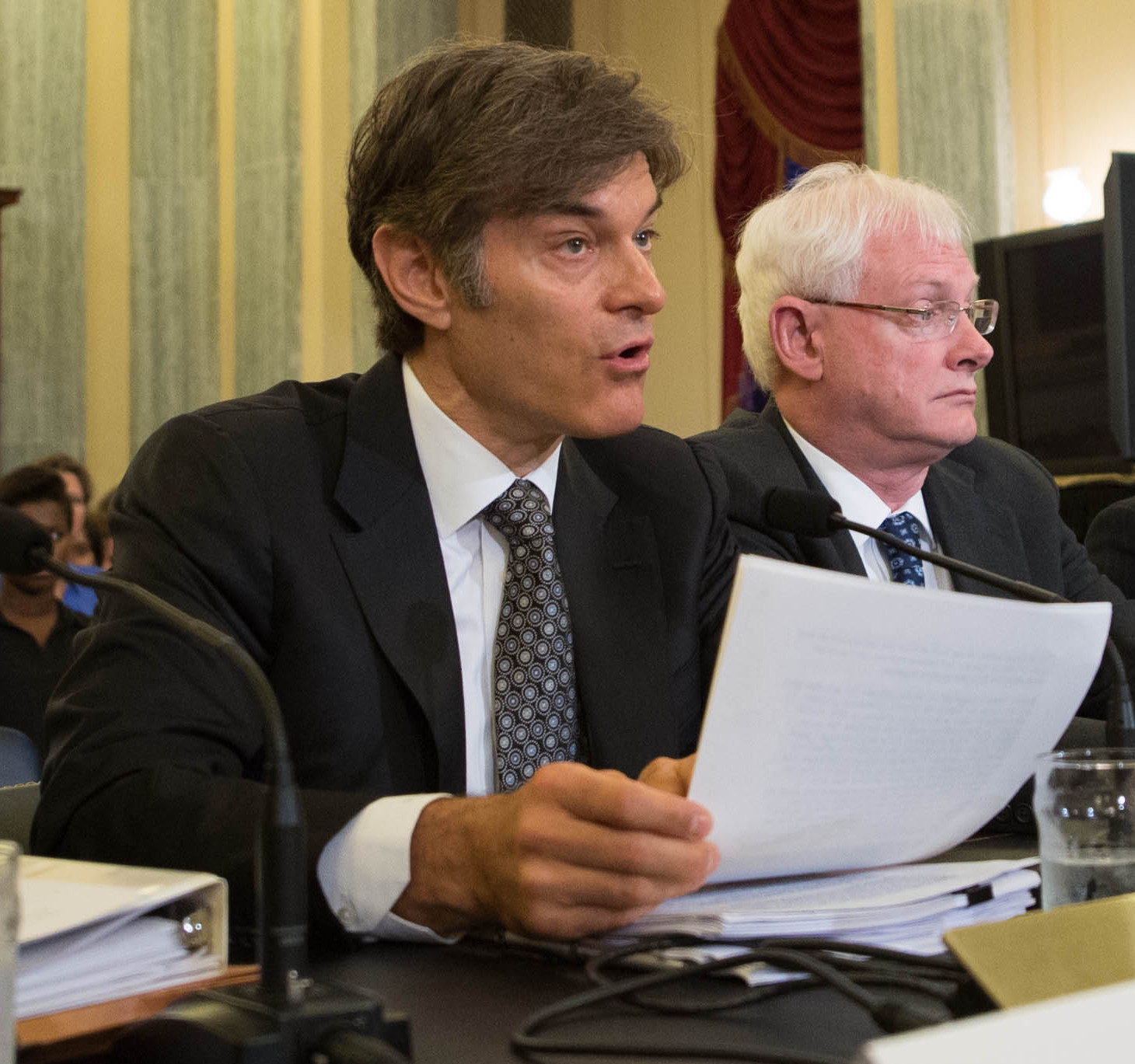
Oz témoigne à un sous-comité du Sénat américain sur les produits amaigrissants frauduleux, en 2014.

Également en 2014, le Dr Öz a été convoqué à des audiences d'un sous-comité du Sénat américain portant sur les pratiques de compagnies vendant des régimes amaigrissants frauduleux. Il a été critiqué par certains membres du comité, en particulier Claire McCaskill, lui reprochant notamment d'avoir qualifié un extrait de grains de café vert produit par Applied Food Sciences de produit « miraculeux », alors que les chercheurs qui ont travaillé sur ce produit ont admis que leurs résultats de recherche étaient frauduleux et ont retiré leurs publications à ce sujet. Applied Food Sciences a versé une amende de 3,5 millions $ à la suite de l'intervention de la Federal Trade Commission dans cette affaire,,.
En 2015, une dizaine de médecins et chercheurs ont demandé à l'université Columbia de démettre le Dr Öz de son poste à la Faculté de médecine. L'université a choisi de ne pas appliquer cette sanction, soulignant son engagement à l'égard de la liberté d'expression en milieu universitaire. Un total de 1 300 médecins l'ont dénoncé comme « charlatan » mettant les gens en danger,,.
Les nombreuses réactions provoquées par son appui à des traitements non-scientifiques discrédités a provoqué un débat sur le rôle des organes de certification des médecins aux États-Unis,,,.
Plusieurs articles de spécialistes s'opposant aux conseils non-scientifiques offerts par le Dr Öz ont été publiés, notamment par Popular Science et The New Yorker. La James Randi Educational Foundation lui a décerné à trois reprises son prix Pigasus, qui vise les pires promoteur d'absurdités.

### Politique
Le 30 novembre 2021, il annonce sa candidature à l'élection séntoriale de 2022 en Pennsylvannie à laquelle le sortant républicain Pat Toomey ne se présente pas. Il reçoit le soutien de Donald Trump en avril 2022. Il remporte la primaire républicaine du 17 mai avec une très courte avance sur David McCormick, qui reconnaît sa défaite le 3 juin après un recomptage des voix. Il est alors le premier musulman à représenter un grand parti lors d'une élection sénatoriale. Il perd l'élection générale du 8 novembre 2022 contre le démocrate John Fetterman, lieutenant-gouverneur de l'État.
En novembre 2024, le président-élu Donald Trump annonce son intention de le nommer au poste d'administrateur des Centers for Medicare & Medicaid Services dans sa seconde administration. Il est confirmé dans ce rôle par le Sénat le 3 avril 2025, par un vote de 53 à 45.

## Vie personnelle

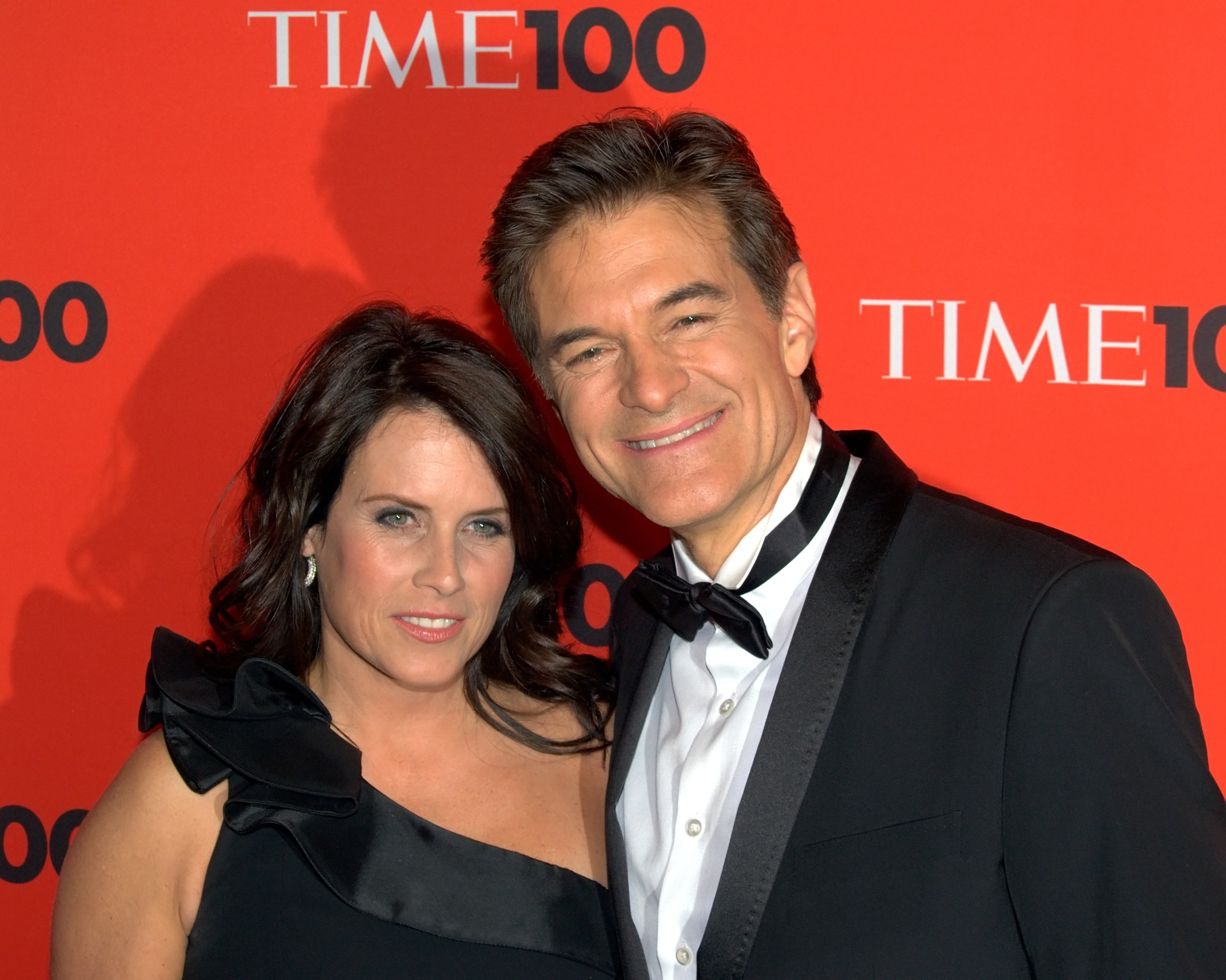
Lisa et Mehmet Oz, en 2010.

Oz a épousé en 1985 Lisa Lemole, autrice, productrice et actrice qui collabore à certains de ses projets. Ils vivent à Cliffside Park (New Jersey) et ont quatre enfants. Leur fille aînée, Daphne, est elle-même autrice et animatrice de télévision,.
Il détient la double citoyenneté américaine et turque, ayant fait son service militaire en Turquie. Il est musulman et dit être influencé par le soufisme, une branche de l'islam mettant l'accent sur des croyances ésotériques. Philosophiquement, il dit adhérer au mysticisme d'Emanuel Swedenborg.

### Prix
Oz a été nommé parmi les 100 personnes les plus influentes par les magazines Time et Esquire.
Ses talents d'animateur d'émission de télévision lui ont valu trois Emmy Awards, en 2010, 2011 et 2016.
Il possède son étoile sur le Walk of Fame à Hollywood.